# Mannequin (objet)
Pour les articles homonymes, voir Mannequin.
Pour la profession de modèle de mode, voir mannequinat.

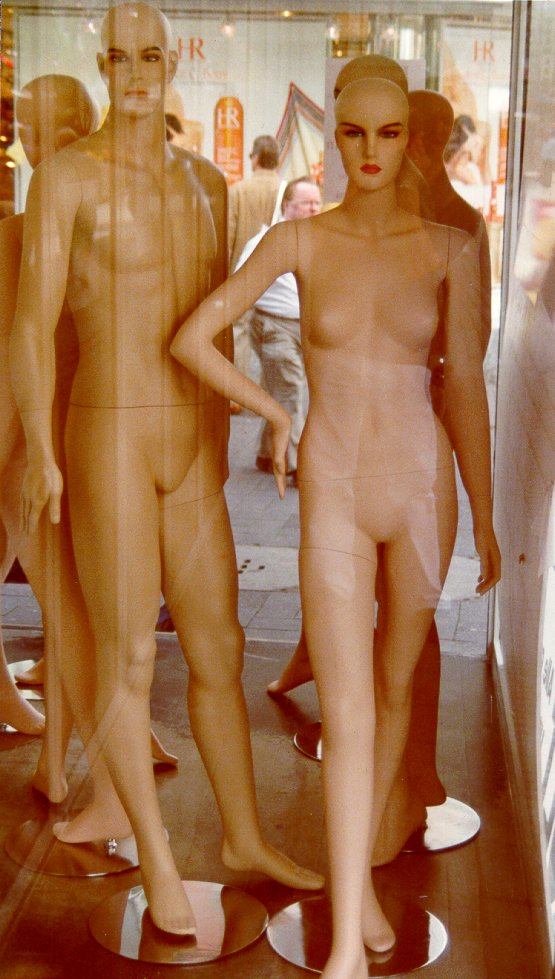
Couple de mannequins en vitrine.

Un mannequin est un objet imitant la forme d'un homme ou d'une femme, voire d'un animal. Il existe de nombreux types de mannequins adaptés aux divers usages techniques.

## Étymologie
Le mot mannequin apparaît au XIIIe siècle et vient du néerlandais mannekijn, signifiant « figurine », dérivé de man (« homme »). C'est au Moyen Âge, quand la Flandre était le centre de la haute couture européenne et qu'il était interdit aux femmes de paraître en public, que la fonction de montrer les nouvelles créations incombait donc aux pages, aux mannequins, des petits hommes.

## Mannequin de vitrine
Le mannequin de vitrine est un objet inerte permettant de présenter les vêtements. 
Au début du XXIe siècle, des « magasins modernes » de Paris ont entretenu la confusion des termes en demandant à des mannequins de mode de poser dans des postures fixes derrière les vitrines pendant un certain temps.

## Autres types de mannequins
- Poupée mannequin ;
- Mannequin de sauvetage (entraînement de sauveteurs en piscine, de secouristes ou de médecins)
- Mannequin de tir ;
- Mannequin de crash test d'automobiles : dispositif anthropomorphe d'essai (« crash test dummies » en anglais) ;
- Mannequin de paille utilisé en cas d'exécution en effigie, qu'il s'agisse de celle de Guy Fawkes ou du Père Carnaval ;
- Mannequin funéraire utilisé lors des funérailles des rois ;
- Mannequin en bois de Kung-fu (voir : Mu ren zhuang).

## Galerie

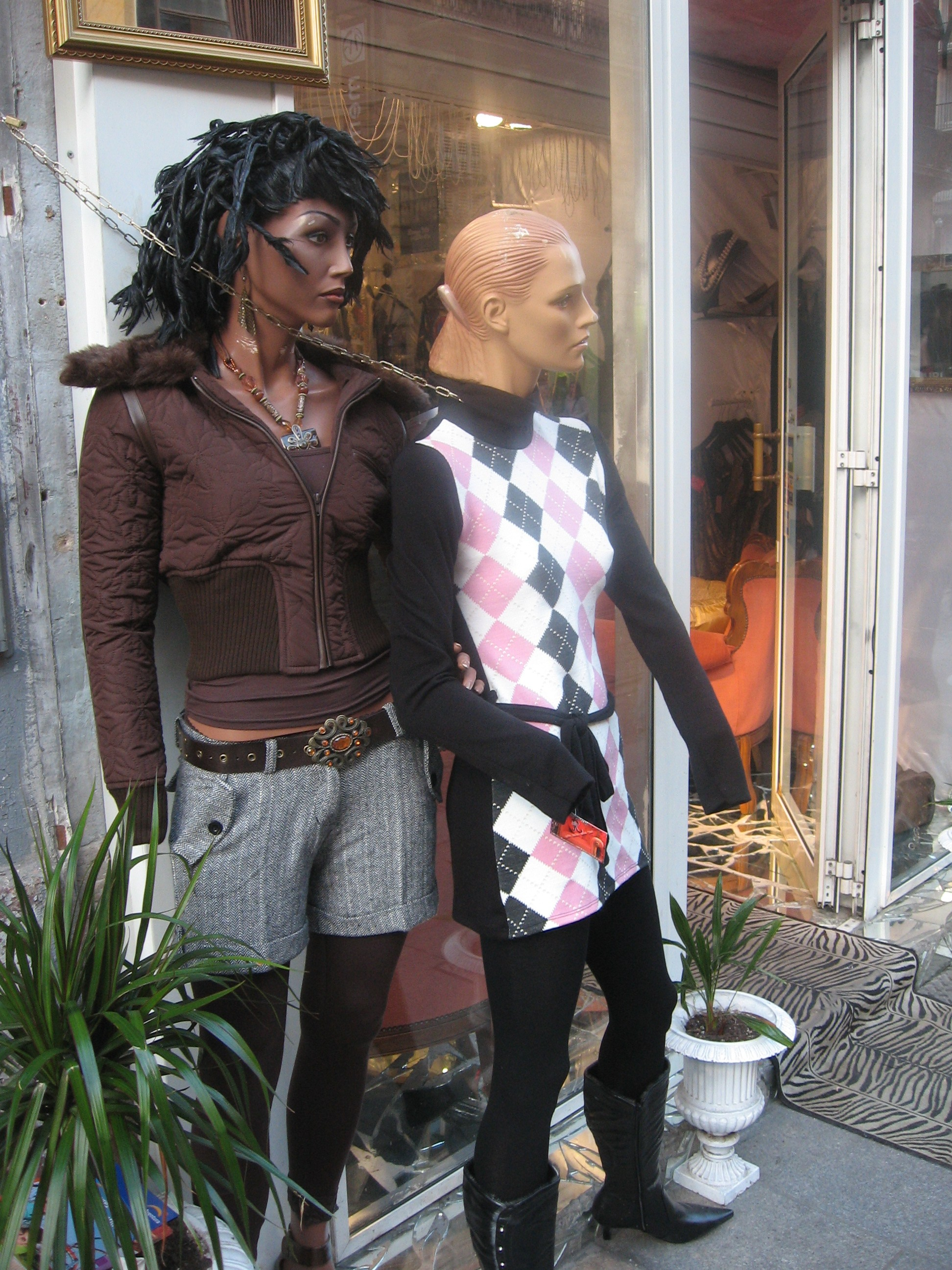
Mannequins de vitrine.
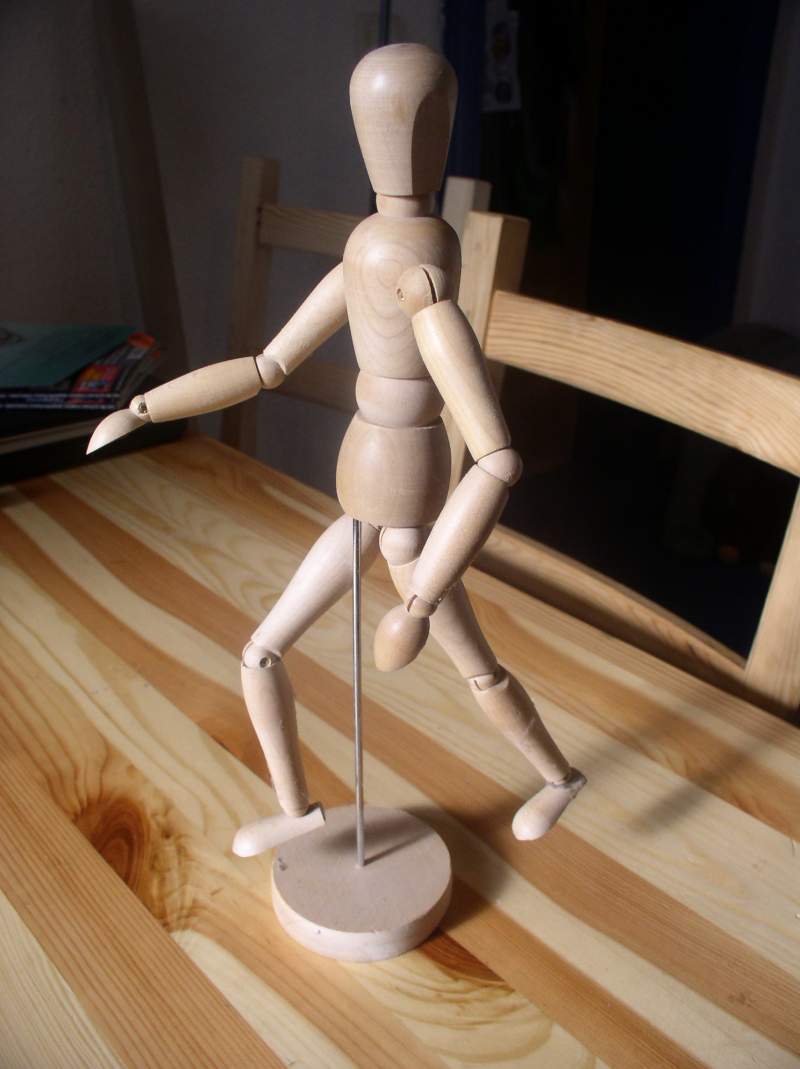
Mannequin en bois comme modèle artistique.
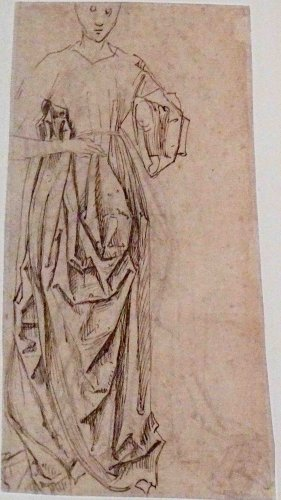
Étude de figure drapée, d'après un mannequin en bois articulé (vers 1500).
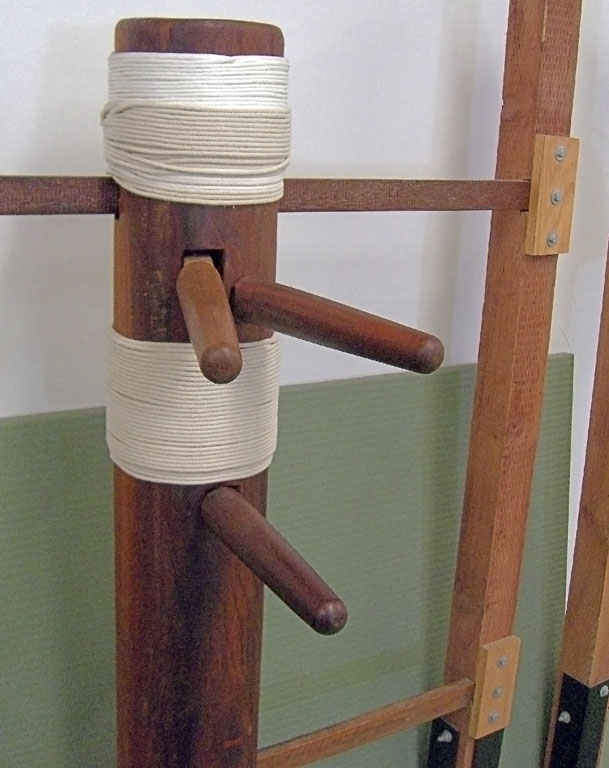
Mannequin pour la pratique du Wing Chun (art martial chinois).